# Nāḩiyat Markaz Jarābulus
Nāḩiyat Markaz Jarābulus (arabiska: ناحية مركز جرابلس) är ett subdistrikt i Syrien.   Det ligger i provinsen Aleppo, i den norra delen av landet, 400 km norr om huvudstaden Damaskus.
Omgivningarna runt Nāḩiyat Markaz Jarābulus är i huvudsak ett öppet busklandskap. Runt Nāḩiyat Markaz Jarābulus är det ganska tätbefolkat, med 86 invånare per kvadratkilometer.